# 554.ª Divisão de Infantaria (Alemanha)
A 554ª Divisão de Infantaria (em alemão:554. Infanterie-Division) foi uma unidade militar que serviu no Exército alemão durante a Segunda Guerra Mundial.

## Comandantes
| Comandante                                    | Data                                           |
| --------------------------------------------- | ---------------------------------------------- |
| Generalleutnant Anton Freiherr von Hirschberg | 12 de fevereiro de 1940 - 13 de agosto de 1940 |

## Oficiais de operações
| Oberstleutnant Karl Schall | de março de 1940 — 13 de agosto de 1940 |

## Área de operações
| Frente Ocidental | fevereiro de 1940 — de junho de 1940 |
| França           | junho de 1940 — de julho de 1940     |
| Alemanha         | julho de 1940 — de agosto de 1940    |